# Maedhros
Maedhros è un personaggio di Arda, l'universo immaginario fantasy creato dallo scrittore inglese J.R.R. Tolkien. Fu il primo figlio di Fëanor e Nerdanel.
Aveva i capelli rossi, che ereditò dalla madre ed era caratterizzato da una notevole altezza, che gli ha valso l'appellativo di l'Alto. In Quenya, era conosciuto anche come Nelyafinwë, nome conferitogli dal padre (“Finwë il terzo in successione"); Maitimo, appellativo datogli dalla madre, ossia “il ben fatto”, per via del suo aspetto avvenente; e Russandol “chioma di rame”, l'epessë usato da familiari ed amici.

## Biografia
Maedhros nacque da Fëanor e Nerdanel durante l'Era degli Alberi in Aman. Era il maggiore dei loro sette figli: Maglor, Celegorm, Caranthir, Curufin e i gemelli Amras e Amrod. Con il loro padre, erano soliti viaggiare in lungo e in largo per Valinor, alla ricerca di cose sconosciute. Tra di essi, Maedhros era l'unico ad amare la guerra ed era un ottimo stratega, sebbene avesse un carattere più temperato e riflessivo del padre. Era anche un raffinato diplomatico, capace di prendere decisioni più ponderate rispetto ai suoi fratelli.
In questi anni, Maedhros instaurò un'amicizia fraterna con suo cugino Fingon, figlio di Fingolfin, la cui famiglia non era amata da Fëanor.
In seguito alla scomparsa di suo padre a Tirion, Maedhros visse a Formenos con la sua famiglia. Ad ogni modo, essi ritornarono a Tirion dopo che Maedhros recò notizie sull'assassinio di Finwë e sul furto dei Silmaril di suo padre e di Manwë nel 1495 (E.A.). Le terribili parole di Fëanor portarono i Noldor alla Terra di Mezzo e i Fëanoriani a prendere parte nel terribile giuramento di loro padre, vòlto a perseguire chiunque strappasse i Silmaril dal loro possesso.
Sebbene avesse partecipato al Fratricidio di Alqualondë, Maedhros stette in disparte durante il rogo delle navi presso Losgar e fu l'unico a esprimere il proprio dissenso per l'azione scellerata del padre.
"Ma, preso che ebbero terra, Maedhros, il maggiore dei suoi figli, e che era stato amico di Fingon prima che tra loro si interponessero le menzogne di Morgoth, parlò a Fëanor dicendo: « E ora, quali navi e quali rematori intendi destinare al ritorno, e chi porteranno per primo di qua? Fingon il valoroso?». Rise allora Fëanor quasi a un'insensatezza, e gridò: «Nessuno, e ancora nessuno! Ciò che mi son lasciato alle spalle, non lo considero una perdita: inutile fardello lungo la strada, tale si è dimostrato. Che coloro che hanno maledetto il mio nome, continuino a maledirmi, e gemendo se ne ritornino alle gabbie dei Valar! Brucino le navi!». Al che il solo Meadhros si tirò da parte, mentre Fëanor faceva dare alle fiamme le candide navi dei Teleri." 
(J.R.R. Tolkien, Il Silmarillion)
Nonostante Fëanor fosse rimasto ucciso nella Dagor-nuin-Giliath nel 1497 (E.A.), le forze di Morgoth subirono una sonora sconfitta. Quest'ultimo inviò emissari di pace e Maedhros accettò di trattare con loro. Tuttavia egli portò più forze di quante ne furono concordate; alcuni Balrog erano tra le truppe di Morgorth, e gli Elfi vennero dunque sopraffatti. Maedhros fu imprigionato e appeso per il polso della mano destra sul Thangorodrim, tra atroci sofferenze. Per molti anni giacque lì, languente, mentre Fingolfin conduceva i suoi alleati nella Terra di Mezzo. Nell'Anno 5 (E.S.) Fingon lo trovò, ma Maedhros pregò l'amico di porre fine ai suoi tormenti, chiedendo di essere trafitto da una freccia del suo arco. Ciò nonostante, grazie all'aiuto di Thorondor, Fingon lo trasse in salvo (sebbene fosse stato costretto a tagliare la sua mano destra per liberarlo). Questo salvataggio, accompagnato dalla cessione del titolo di erede di Finwë e re di tutti i Noldor in favore di suo zio (per cui i Fëanoriani guadagnarono il nome di "Spodestati"), significò molto e permise di riallacciare i rapporti tra la Casa di Fingolfin e la Casa di Fëanor.
I suoi fratelli, ad ogni modo, non furono del tutto soddisfatti delle azioni di Maedhros, il quale, prevedendo che essi sarebbero stati causa di inimicizia con i loro congiunti, li fece trasferire fuori dal Mithrim, nelle terre intorno al Colle di Himring, territorio che prese il nome di Marca di Maedhros. Alleatosi con Fingolfin, vinse la battaglia Dagor Aglareb e pose l'Assedio di Angband. L'assedio venne rotto nella Dagor Bragollach, battaglia ove molti Regni Elfici vennero distrutti. Grazie al valore di Maedhros e alla sua mortale abilità nel maneggiare la spada, il colle di Himring venne difeso con successo, sebbene venne circondato dai nemici. Questo portò molti dei sopravvissuti del Beleriand Orientale e del Dorthonion ad allearsi con Maedhros.
Carico di speranza dopo aver udito le imprese di Beren e Lúthien, egli radunò i suoi fratelli, uniti ad altre Casate Elfiche nell'Unione di Maedhros, un'alleanza di Elfi, Uomini e Nani per scacciare gli Orchi dal Beleriand e porre assedio ad Angband, la fortezza di Morgoth. Sotto la sua guida, l'Unione vinse parecchie battaglie e riguadagnò il territorio perso nella Dagor Bragollach. Quando l'attacco congiunto ad Angband era pronto per essere scatenato, Maedhros fu rallentato a causa del tradimento di un Esterling, una spia di Morgoth al servizio di Caranthir, e le forze dell'Unione vennero completamente distrutte nella Nírnaeth Arnoediad (Battaglia delle Innumerevoli Lacrime). L'Himring fu preso dagli Orchi ed i Figli di Fëanor vennero feriti. Essi si ritirarono presso il Monte Dolmed, e alla fine andarono a vivere con i Nandor nell'Ossiriand.
Nel 505 (E.S.), i fratelli appresero del possesso di un Silmaril (recuperato da Beren e Lúthien) da parte di Dior, il nuovo Re del Doriath. Maedhros impedì ai suoi fratelli di attaccarlo, ed invece inviò un messaggio a Dior chiedendo che il Silmaril venisse restituito, ma Dior lo ignorò. Le parole di Celegorm convinsero i Fëanoriani a sferrare un assalto; Dior venne ucciso ed i fratelli ne uscirono vittoriosi. Dopo aver appreso che i servi di Celegorm avevano inviato i figli gemelli di Dior, Eluréd e Elurín, a morire di fame nei boschi, Maedhros partì per cercarli, ma il viaggio si rivelò infruttuoso; per il resto dell vita, il primogenito di Fëanor fu perseguitato dal rimorso per la sorte dei due bambini.
Maedhros e i suoi fratelli sopravvissuti si recarono dunque presso Amon Ereb nel Beleriand Orientale. Essi appresero che Elwing, che era scappata dal Doriath con il Silmaril, viveva adesso ai Porti del Sirion. Maedhros, pentendosi delle sue azioni nel Doriath, rinunciò al suo giuramento e si mostrò contrario a riottenere la Gemma con la forza. Ma l'invalidità del giuramento divenne il tormento dei fratelli, che inviarono un messaggio d'amicizia ma con la ferma richiesta di riconsegnare il Silmaril. Il popolo rifiutò, pensando che non avrebbe potuto negoziare in assenza del loro reggente, Eärendil, che si trovavano nei pressi del Mare. Nel 532 (E.S.), i Fëanoriani attaccarono Sirion — ma Elwing gettò se stessa ed il Gioiello nelle acque del mare, così che la ricerca diventò vana. Elwing fu salvata dalla potenza di Ulmo e si riunì con Eärendil nell'Ovest. Riguardo ai figli di Eärendil e Elwing, Elrond ed Elros, Maedhros e Maglor li rapirono come pegno, senza però far loro alcun male, allevandoli come figli loro. 
Dopo la Guerra dell'Ira, Maedhros e Maglor, gli ultimi figli di Fëanor, dissero ad Eönwë che i due Silmaril restanti, presi da Morgoth, avrebbero dovuto essere consegnati a loro. Ma Eönwë replicò che i Silmaril non avrebbero permesso di essere presi, e che i fratelli avrebbero dovuto fronteggiare il giudizio dei Valar in Aman. Maglor era intenzionato ad ascoltare, ma Maedhros gli ricordò che, nel loro giuramento, essi avevano promesso che nulla, nemmeno i Valar, avrebbe potuto distoglierli dal loro intento, e a causa di ciò essi vennero maledetti. Rassegnati, i fratelli rubarono i Silmaril, ma le Gemme bruciarono le loro mani. Incapace di sopportare una tale sofferenza e straziato dai rimorsi, Maedhros si gettò in un abisso infuocato della Terra, portando con sé il Silmaril e ponendo fine alla sua vita.

## Sviluppo del personaggio
Il nome Anglosassone di Maedhros è Doegred Winsterhand ('Doegred'=alba, spuntar del giorno, 'Winsterhand'=mancino). Christopher Tolkien pensa che "Doegred" sia un riferimento al colore dei capelli di Maedhros, sebbene non ve ne sia certezza.
A Tolkien, decidendo il nome di Maedhros, piacque il suono (che viene pronunciato My'thros), e pensò ad un significato adatto per la parola. In origine, la traduzione di Maedhros era “bagliore di metallo”, ma in seguito venne cambiata in “il ben fatto”.
Tolkien spiegò che le traduzioni delle radici Sindarin erano fatte per essere collegate al significato dei nomi Quenya di Maedhros, Maitimo e Russandol. Comunque sia, verso gli ultimi quattro anni della sua vita, Tolkien incontrò un problema quando constatò che "ros", nome riferito al colore rossiccio dei capelli di Maedhros, significava “spruzzo”. Più tardi addusse una nota, indicando che il nome di Maedhros sarebbe potuto cambiare in Maedron.